# Het mirakel
Het mirakel, is een bundel met veertien verhalen van Harry Mulisch. Ze verscheen in 1955 en is vanaf 1977 opgenomen in de verzamelbundel De verhalen 1947-1977.
De novelle heeft als ondertitel: "Episodes van troost en liederlijkheid uit het leven van de heer Tiennoppen". 

## Het verhaal
Heer Tiennoppen maakt na een ruzie een wandeling in het park en komt erachter dat hij toch van zijn vrouw houdt. Tiennoppen heeft vanaf dat moment geen controle meer over zijn eigen lichaam en belandt van de ene absurde situatie in de andere. Het eindigt wanneer Tiennoppen een bromfietser overrijdt. 
De oorspronkelijke uitgave bevatte veertien verhalen:
Reiniging
Zang
Proklamatie
Kroonprins
Korrespondentie
Hogerhand
Schaduwgesprek
Broeder kanker
Nachtval
Weer
Ademtocht
Klimming
Mirakel
Gelijkenis
Vanaf de twaalfde druk (1974) is Het mirakel zijn er drie Tiennoppen-verhalen toegevoegd.
Voorrang
Lichtvaardig
Kritiek

### Trivia
In de IJmuider Courant van 18 augustus 1953 stond nog een los verhaal over Govert Tiennoppen, Niets nadert. Dit is niet opgenomen in de bundel.